# Anna Landau-Czajka
Anna Landau-Czajka (ur. 28 października 1957 w Warszawie) – polska historyczka i socjolożka, profesor zwyczajna w Zakładzie Historii Społecznej XIX i XX wieku IH PAN.

## Życiorys
Od 1976 studiowała w Instytucie Socjologii Uniwersytetu Warszawskiego. W 1981 uzyskała stopień magistra socjologii (tytuł pracy magisterskiej: Opozycja pozaparlamentarna w Brazylii w latach 1964–1970). Podjęła studia doktoranckie w tym samym instytucie, napisała pracę doktorską Koncepcje polityczno-społeczne skrajnej prawicy nacjonalistycznej w Polsce w latach 1926–1939. Stopień doktora socjologii otrzymała w 1988 (promotorka: Renata Siemieńska-Żochowska).
W 1984 podjęła pracę w Instytucie Historii PAN, początkowo w Zakładzie Historii PRL, od 1994 w Zakładzie Historii Społecznej XIX i XX w. Jest autorką haseł w Słowniku biograficznym działaczy polskiego ruchu robotniczego. W 1999 habilitowała się na podstawie pracy pod tytułem: W jednym stali domu... Koncepcje rozwiązania kwestii żydowskiej w publicystyce polskiej lat 1933–1939.
W latach 2003–2006 prowadziła działalność dydaktyczną jako profesor Wyższej Szkoły Komunikowania i Mediów Społecznych im. Jerzego Giedroycia w Warszawie, a następnie w latach 2006–2011 jako profesor i dyrektor Instytutu Socjologii Uczelni Warszawskiej. W latach 2009–2010 była członkinią Rady Naukowej, a następnie w latach 2013–2014 przewodniczącą Rady Programowej Żydowskiego Instytutu Historycznego im. E. Ringelbluma w Warszawie. Obecnie jest członkiem Rady Naukowej Instytutu Studiów Politycznych PAN.
W 2009 otrzymała tytuł profesora nauk humanistycznych. Od 2015 była pracownikiem naukowym Katedry Socjologii Wydziału Nauk Społecznych Szkoły Głównej Gospodarstwa Wiejskiego, w latach 2016–2019 pełniła funkcję prodziekana Wydziału Nauk Społecznych do spraw nauki i rozwoju.
Specjalizuje się w historii społecznej Polski w XX wieku, ze szczególnym uwzględnieniem dziejów społeczności żydowskiej. Opublikowała 6 monografii, a ponadto podręczniki (samodzielnie i wspólnie z Włodzimierzem Mędrzeckim oraz z Małgorzatą Pieńkowską-Koźmińską) oraz liczne artykuły w pracach zbiorowych i czasopismach.
Została wybrana na członkinię Komitetu Nauk Historycznych PAN na kadencję 2020–2023. Przewodnicząca tego komitetu w kadencji 2024–2027. Członkini polskiego PEN Clubu. 
Córka Zbigniewa i Ireny Landauów. Matka Katarzyny Czajki-Kominiarczuk, Krzysztofa Czajki-Kalinowskiego i Macieja Czajki.

## Wybrane prace
- W jednym stali domu… Koncepcje rozwiązania kwestii żydowskiej w publicystyce polskiej lat 1933–1939, Neriton, Warszawa 1998
- Co Alicja odkrywa po własnej stronie lustra. Życie codzienne, społeczeństwo, władza w podręcznikach szkolnych 1785–2000, Warszawa 2002
- Syn będzie Lech… Asymilacja Żydów w Polsce międzywojennej, Neriton, Warszawa 2006 (Nagroda Klio 2007[6])
- Procesy socjalizacji w Drugiej Rzeczypospolitej 1914–1939: zbiór studiów pod red. Anny Landau-Czajki, Katarzyny Sierakowskiej, Instytut Historii PAN, Warszawa 2013
- Polska to nie oni: Polska i Polacy w polskojęzycznej prasie żydowskiej II Rzeczypospolitej, Żydowski Instytut Historyczny, Warszawa 2015
- Wielki ‘Mały Przegląd’. Społeczeństwo i życie codzienne w II Rzeczypospolitej w oczach korespondentów „Małego Przeglądu”, Żydowski Instytut Historyczny, Warszawa 2018
- Koty w społeczeństwie II Rzeczypospolitej, Wydawnictwo Neriton, Warszawa 2020